# Pauline Roland
Marie Désirée Pauline Roland (1805-1852) fue una maestra y periodista francesa, militante feminista y socialista.

## Biografía
Pauline Roland recibió educación por insistencia de su madre, empleada del correo en Falaise. Uno de sus profesores la inició en las ideas de Saint-Simon y se transformó en una ferviente adherente al socialismo. A partir de su llegada a París en 1832 comenzó a escribir para los primeros periódicos feministas y compiló una extensa serie de historias de Francia (1835), de Inglaterra (1838), de Escocia y de Irlanda (1844).
Vinculada estrechamente a George Sand y a Pierre Leroux, se une a la comunidad que este último crea en Boussac en 1847, donde trabaja como maestra y escribe para L’Éclaireur de l’Indre. Entre 1833 y 1845 vive en unión libre con Jean Aicard, reclamando que sus dos hijos, más otro hijo que había tenido con Adolphe Guéroult, lleven su apellido y sean educados por ella: “No consentiré jamás desposar un hombre en una sociedad donde yo no pueda hacer reconocer mi igualdad perfecta con aquel a quien me voy a unir”. Tras la muerte de Flora Tristán en 1844 adoptará también a su hija Aline (quien más tarde será la madre de Paul Gauguin).
De nuevo en París en 1845, se compromete activamente en la agitación feminista y socialista, asociada a Jeanne Deroin y Désirée Gay. Colabora en La Femme Nouvelle. Durante la revolución de 1848 dirige el Club Republicano de Mujeres. En 1849 funda, junto a Jeanne Deroin y Gustave Lefrançais, la Asociación de Maestros, Maestras y Profesores Socialistas, que destaca la importancia de la igualdad de los sexos en un programa educativo que debe abarcar los primeros dieciocho años de vida, vinculando a varones y mujeres al mundo del trabajo. 
Tuvo un rol central en la convocatoria de una Unión de Asociaciones de Trabajadores, idea heredera de las últimas propuestas de Flora Tristán. En octubre de 1849, los delegados de más de cien profesiones eligen a Pauline Roland para el comité central. Esta asociación es prohibida por el gobierno en abril de 1850 y Pauline Roland es arrestada al mes siguiente. Durante su enjuiciamiento por socialismo, feminismo y “desenfreno”, fue objeto de violentos ataques antes de ser enviada a prisión, donde permaneció hasta julio de 1851. 
Se implicó activamente en la resistencia parisina al golpe de Estado de Luis Bonaparte, el 2 de diciembre de 1851, que dio comienzo al Segundo Imperio. Por ello fue condenada a diez años de deportación en Argelia. George Sand y Pierre-Jean de Béranger lograron su liberación anticipada. En el camino de retorno, cuando ella debía reencontrarse con sus hijos, falleció debido a las duras condiciones de detención que había sufrido y que minaron su salud.